# Arthrostylidium canaliculatum
Arthrostylidium canaliculatum là một loài tre có nguồn gốc từ Trung Mỹ, Tây Ấn, phía bắc Nam Mỹ, và phía nam Mexico. Loài này được Renvoize mô tả khoa học đầu tiên năm 1998.